# Spandauer SV
Spandauer SV, właśc. Spandauer Sport-Verein 1894 Berlin e.V. – niemiecki klub piłkarski, mający siedzibę w mieście Berlin, w dzielnicy Spandau.

## Historia
- 01.11.1894 – został założony jako 1. Spandauer Thor- und FC Triton Spandau
- 20.11.1920 – połączył się z Spandauer SC Germania tworząc Spandauer SV
- 1945 – został rozwiązany
- 1946 – został na nowo założony jako SG Spandau-Altstadt
- 01.08.1949 – zmienił nazwę na Spandauer SV

## Sukcesy
- 15 sezonów w Oberlidze Berlin (1. poziom): 1947/48–1948/49 i 1950/51–1962/63.
- 11 sezonów w Regionallidze Nord (2. poziom): 1963/64–1973/74.
- 1 sezon w 2. Bundeslidze Nord (2. poziom): 1975/76.
- mistrzostwo Berlina: 1975
- Puchar Berlina: 1954, 1955, 1956, 1974 i 1977